# Д’Обюссон де Мартинес, Мариса
Мария Луиса д’Обюссон де Мартинес (исп. María Luisa d’Aubuisson de Martínez; Санта-Текла, 1950), известна также как Мариса Мартинес (исп. Marisa Martínez) — сальвадорская общественная деятельница и правозащитница левого направления, католический социальный работник. Руководитель благотворительной организации CINDE и Фонда Ромеро. Известна выступлениями против насилия и олигархического диктата, за мир и социальную справедливость. Младшая сестра Роберто д’Обюссона, командира ультраправых эскадронов смерти, организатора убийства архиепископа Ромеро.

## Левая в правом семействе
Родилась в семье коммерсанта французского происхождения Роберто д’Обюссона Андраде и государственной чиновницы чилийского происхождения Хоакины Арриеты Альварадо. Старшим братом Марии Луисы был Роберто д’Обюссон. В детстве и ранней юности брат и сестра состояли в отношениях родственной дружбы. Этому не мешало сильное различие характеров: Мария Луиса была спокойной и доброжелательной, Роберто отличался резкостью и конфликтностью.
Семейство д’Обюссон принадлежало к сальвадорскому среднему классу. Родители Марии Луисы, особенно мать, были настроены консервативно, политически придерживались правых взглядов, симпатизировали военной и землевладельческой элите. При этом Мария Луиса с детства сопереживала малоимущим, стремилась помогать бедным и испытывала неприязнь к «алчной и бездуховной» олигархии.

Они затворились в собственном богатстве, бесконечно вращаются вокруг самих себя. «Я, я, я…» — и ничего более. Моды и автомобили, вечеринки и поездки. Пустая жизнь. Мне жаль их.

Мариса Мартинес

Мария Луиса мечтала стать учительницей, но против этого категорически выступала мать (глава семьи рано умер). Хоакина Арриета д’Обюссон готовила для дочери карьеру юриста. Это создало напряжённость в семье. К тому же стали проявляться мировоззренческие и политические разногласия. Девушка прониклась социальным католицизмом, её кумиром был Оскар Арнульфо Ромеро. Под влиянием проповедей Ромеро, близких к теологии освобождения, Мария Луиса стала социальным работником. Основное своё время она проводила в районах проживания сальвадорской бедноты (которые мать считала недопустимыми для посещения).

## Социальный работник
В 1969 Мария Луиса д’Обюссон переселилась в Гватемалу. Четыре года она прожила в индейских деревнях, преподавала в начальных школах, вела католическую проповедь. Получила в Гватемале теологическое образование. В 1973 по настоянию семьи вернулась в Сальвадор. Работала в благотворительной структуре FUNDASAL — организации социальной помощи малоимущим. Оставалась учительницей, жила преимущественно в бедных деревнях.

Чтобы не вызывать у родных переживаний, я старалась держать дистанцию в отношениях с семьёй.

Мариса Мартинес

В 1977 Мария Луиса д’Обюссон вышла замуж за директора FUNDASAL, социолога и общественного активиста Эдина Мартинеса. Супруги проживали в Сояпанго, занимались социальными проектами. Мария Луиса основала Centros Infantiles de Desarrollo (CINDE) — организацию помощи многодетным малоимущим семьям и беспризорным.
Государственный переворот 15 октября 1979 ознаменовал начало гражданской войны в Сальвадоре. Семейство д’Обюссон почти в полном составе поддерживало правые и ультраправые силы. Исключением стала только Мария Луиса. Она не примкнула к партизанскому движению ФНОФМ, отвергала насилие и ни в коей мере не разделяла марксистской коммунистической идеологии. Но она — подобно архиепископу Ромеро — решительно осуждала репрессии властей и террор эскадронов смерти.

## Противостояние с братом
Общественное значение фигуры Марисы Мартинес (д’Обюссон) во многом определяется её духовным противостоянием с братом Роберто.
С 17 лет Роберто д’Обюссон учился в Военной школе. Служил в Национальной гвардии, потом в военной спецслужбе ANSESAL. Человек по натуре жёстко конфронтационный (хотя дружелюбный и весёлый с соратниками), он отличался цельным характером, чрезвычайной последовательностью взглядов и крайней прямолинейностью действий. Ультраправый антикоммунизм Роберто д’Обюссона был доведён до такого фанатизма, что вызывал некоторую оторопь даже в консервативных кругах и в собственной семье.
Мариса Мартинес полагает, что этому способствовала стажировка в Школе Америк, где «формировались железные солдаты Холодной войны». Однако она отмечает, что антикоммунистическая ярость д’Обюссона превосходила даже эти стандарты. По её словам, брат считал «коммунизмом» любую социально ориентированную позицию, будь то требование аграрной реформы, повышения зарплаты или создание профсоюза.

Он был подчинён своей вере. Все мы были для него коммунистами. Все, кроме военных и предпринимателей. Переубедить Роберто было невозможно — всё равно, что говорить со стеной.

Мариса Мартинес

Оставив военную службу в звании майора, Роберто д’Обюссон приступил к организации ультраправых «эскадронов смерти». Он основал Союз белых воинов, главной мишенью которого стали левонастроенные католические священники, особенно иезуиты. В начале гражданской войны майор д’Обюссон возглавил праворадикальный Национальный широкий фронт — политическое крыло «эскадронов». Харизматический лидер ультраправых, он не только призывал к насильственному подавлению марксистских повстанцев, левых и либеральных сил, католических приверженцев «теологии освобождения» — но и организовывал масштабные силовые акции.
Это создало между братом и сестрой непреодолимый конфликт. Отношения были практически прерваны. За 1980-е годы они виделись всего шесть раз. Особенно тяжело перенесла Мариса руководящее участие майора д’Обюссона в убийстве Оскара Ромеро. Для глубоко религиозной католички-пацифистки это стало страшным потрясением.
Мария Луиса д’Обюссон стала называть себя Мариса и употреблять только фамилию мужа Мартинес. Она отмечала, что в её кругу за родство не предъявлялось никаких претензий: «Мне скорее сочувствовали». Прожив в Сальвадоре все годы гражданской войны, впоследствии Мариса Мартинес рассказывала, как опасалась выходить на улицу в тёмное время суток. В то же время, порвав связи и осудив друг друга, брат и сестра не предпринимали каких-либо взаимно враждебных действий.

В глубине души я верила, что меня Роберто не убьёт.

Мариса Мартинес

Гражданская война в Сальвадоре завершилась в 1992. Вскоре после её окончания Роберто д’Обюссон умер от тяжёлой болезни. В течение трёх месяцев Мариса Мартинес ежедневно посещала его в больнице. Она не пыталась переубедить брата, зная, что это невозможно, но предлагала задуматься о жизни и попросить прощения за гибель Оскара Ромеро. Этого не произошло. Уверенность Роберто в полной своей правоте поколебать не удалось. Но Мариса и не ставила такой задачи.
При последней встрече Роберто назвал сестру «партизанкой». В ответ Мариса назвала себя христианкой. На следующий день Роберто д’Обюссон скончался.
История отношений брата и сестры д’Обюссон рассматривается как яркое отражение трагедии гражданской войны.

## Благодарность судьбе
Мариса Мартинес проживает в Санта-Текле, продолжает руководить CINDE и c 1999 Фондом Ромеро. Она причисляется к самым стойким защитникам памяти архиепископа. Фонд проводит мероприятия памяти Оскара Ромеро, издаёт его проповеди и выступления, книги о его жизни.
Горячо поддержала Мариса Мартинес процесс канонизации Оскара Ромеро. Считает, что в этом отразилось латиноамериканское происхождение Папы Римского Франциска I. Придерживается позиций, близких к «теологии освобождения», согласна с оценкой Иисуса Христа как «первого революционера». По-прежнему осуждает олигархию, обеспокоена криминальным насилием в стране. Полагает, что история Сальвадора подтверждает правоту архиепископа Ромеро — пагубность социальной несправедливости и необходимость её преодоления.
Муж Марисы Мартинес скончался в 2017. Один из троих детей назван Оскаром — в честь архиепископа Ромеро. Хоакина Арриета д’Обюссон скончалась в 1998. Мариса Мартинес знакома с племянниками — сыновьями братьев Роберто и Карлоса, однако отношений не поддерживает: этому препятствует культ майора, характерный для семейства д’Обюссон. Мариса предпочитает выступать под фамилией Мартинес, но не для отгораживания от брата, а потому, что «под знаком фамилии д’Обюссон прошло целое десятилетие истории Сальвадора» — она же не считает себя фигурой исторического масштаба.
О брате Мариса Мартинес высказывается откровенно, но сдержанно. По её мнению, личностные особенности Роберто д’Обюссона, его искренний фанатизм цинично использовала олигархия в своих эгоистических целях. Никогда не посещает его могилу.
В интервью 2018 Мариса Мартинес сказала, что благодарит судьбу за то, что «пришла в мир бедных и смогла служить людям».